# Gavriil Popov (homme politique)
Pour les articles homonymes, voir Gavriil Popov.
Gavriil Kharitonovitch Popov (en russe : Гавриил Харитонович Попов) est un économiste et homme politique russe né le 31 octobre 1936 à Moscou.

## Biographie
Gavriil Popov fait ses études en économie politique à l'université d'État de Moscou. Il adhère au Parti communiste de l'Union soviétique (PCUS) en 1959 et devient secrétaire du soviet du Komsomol de l'université. Il reste à la faculté d'économie comme chercheur. Il a parmi ses étudiants Iegor Gaïdar. Il devient doyen de la faculté en 1978 (russe : Декан, dekan).
Pendant la perestroïka, Gavriil Popov s'implique dans la politique. Il démissionne du PCUS en 1990 et défend les réformes démocratiques. Le 20 avril 1990, il est le premier président du soviet de Moscou (Mossoviet, Моссовет) élu. Le soviet est remplacé par une mairie le 12 juin 1991 et Gavriil Popov continue son mandat en tant que maire de Moscou. Il démissionne le 6 juin 1992 pour être remplacé par Iouri Loujkov.
Après 1992, Gavriil Popov retourne dans le monde universitaire et devient recteur de l'université internationale de Moscou.

## Sources
- (en) Cet article est partiellement ou en totalité issu de l’article de Wikipédia en anglais intitulé « Gavriil Kharitonovich Popov » (voir la liste des auteurs).